# 圣博内德罗什福尔
圣博内德罗什福尔（法語：Saint-Bonnet-de-Rochefort，法語發音：[sɛ̃ bɔnɛ də ʁɔʃfɔʁ]）是法国阿列省的一个市镇，位于该省南部，属于维希区。

## 地理
圣博内德罗什福尔（46°8'47"N, 3°8'18"E）面积16.36 平方千米，位于法国奥弗涅-罗讷-阿尔卑斯大区阿列省，该省份为法国中部省份，北起涅夫勒省、西北接谢尔省，西南至克勒兹省，南至多姆山省，东南临卢瓦尔省，东临索恩-卢瓦尔省。
与圣博内德罗什福尔接壤的市镇（或旧市镇、城区）包括：贝格、沙鲁、埃布勒伊、让扎、马兹里耶、纳沃、维克。

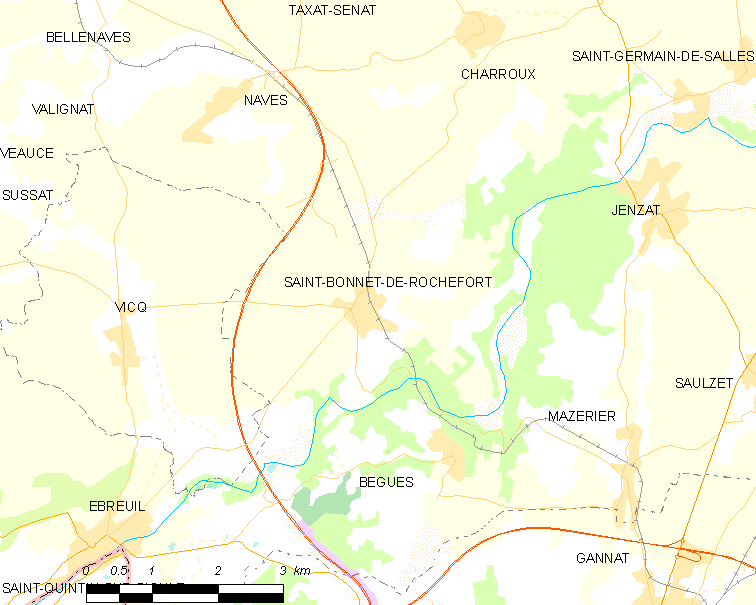
圣博内德罗什福尔的OSM定位图

圣博内德罗什福尔的时区为UTC+01:00、UTC+02:00（夏令时）。

## 行政
圣博内德罗什福尔的邮政编码为03800，INSEE市镇编码为03220。

## 政治
圣博内德罗什福尔所属的省级选区为加纳县。

## 人口

1962-2008年间圣博内德罗什福尔人口变化图示

圣博内德罗什福尔于2022年1月1日时的人口数量为714人。